# Ethelene Crockett
Pour les articles homonymes, voir Crockett.
Ethelene Jones Crockett (1914 - 1978) était un médecin et une militante américaine de Détroit. Elle est la première femme afro-américaine du Michigan à être certifiée gynécologue-obstétricienne et la première femme à être présidente de l'American Lung Association. En 1988, Crockett est intronisée à titre posthume au Michigan Women's Hall of Fame.

## Enfance et éducation
Ethelene Jones naît en 1914. Elle fréquente la Jackson High School à Jackson, Michigan, puis le Jackson Junior College (aujourd'hui Jackson College), où elle obtient son diplôme en 1934. Elle fréquente l'université du Michigan, où elle rencontre et épousé George Crockett Jr. En 1942, Crockett commence l'école de médecine à l'université Howard, alors qu'elle avait 28 ans, était mariée et mère de trois enfants. Aucun hôpital de Détroit ne l'a acceptée dans un programme de résidence parce qu'elle est afro-américaine et une femme. [Elle fait son internat en gynécologie-obstétrique à l'hôpital Sydenham de New York, où elle rejoint son mari, George Crockett, qui fait partie de l'équipe d'avocats défendant 11 dirigeants du Parti communiste accusés d'avoir enseigné le renversement du gouvernement fédéral, en violation du Smith Act, procès qui se déroule à New York et qui est connu sous le nom de Foley Square Trial.

## Carrière médicale
Après l'école de médecine, Ethelene Crockett devient la première femme afro-américaine du Michigan à être certifiée en obstétrique et en gynécologie, et continue à pratiquer la médecine à Détroit pendant des décennies.
En 1960, Ethelene Crockett passe un mois à visiter l'Europe et l'Union soviétique avec 16 autres médecins afro-américains, dans le cadre d'un voyage d'étude parrainé par la National Medical Association (NMA). Le voyage était dirigé par le Dr Edward C. Mazique, président de la NMA, dans le but d'évaluer les progrès médicaux dans d'autres pays et d'échanger les meilleures pratiques ; il était également considéré comme une mission de bonne volonté en Union soviétique.
Ethelene Crockett dirige le Detroit Maternal Infant Care Project de 1967 à 1970. Elle a également participé à la conception du Detroit Model Neighborhood Comprehensive Health Center. Dans les années 1970, Ethelene Crockett est gynécologue à l'hôpital Grace and Harper de Détroit.

## Militantisme
Ethelene Crockett était active au sein d'une grande variété d'organisations traitant de la santé et des questions sociales. Elle défendait les garderies publiques pour les femmes qui travaillent ainsi que le planning familial, et donnait souvent des conférences sur ces sujets et d'autres. En 1972, elle mène la lutte pour libéraliser les lois du Michigan sur l'avortement,.
En 1977, peu avant sa mort, elle est nommée présidente de l'American Lung Association. Elle était la première femme à accéder à ce poste au sein de cette organisation, qui avait alors plus de sept décennies d'existence. En novembre 1978, Ethelene Crockett rencontre le président Jimmy Carter à la Maison Blanche au nom de l'American Lung Association, où elle évoque la nécessité de financer la lutte contre la tuberculose. Ethelene Crockett, accompagnée du ventriloque Shari Lewis et de la marionnette Lamb Chop, a présenté à Carter une feuille des sceaux de Noël de l'association.

## Récompenses et héritage
En 1971, le Detroit Free Press a nommé Ethelene Crockett l'une des neuf "femmes les plus prospères de Detroit".
En 1972, Ethelene Crockett reçoit le prix de la "Femme de l'année" de la sororité Zeta Phi Beta, chapitre Beta Omicron Zeta, Detroit, MI. Le juge de la Cour suprême du Michigan, G. Mennen Williams, était l'orateur principal.
En 1978, la Société médicale de Détroit a nommé Ethelene Crockett "Médecin de l'année".
Ethelene Crockett était l'orateur principal de la cérémonie de remise des diplômes du Jackson College en 1972. Après sa mort en 1978, le collège crée un prix annuel en son honneur, le Dr Ethelene Jones Ethelene Crockett Distinguished Alumni Award, qui est décerné aux anciens élèves qui font preuve d'un " engagement personnel positif pour l'amélioration de l'humanité au sein de leur communauté, de leur État, de leur nation ou du monde " Les lauréats sont Jon Lake, en 2018, et Laura Stanton, en 2017.
En 1980, le premier centre professionnel-technique de l'école publique de Détroit est dédié en l'honneur d'Ethelene Crockett en tant que centre de formation aux métiers de la santé. L'Ethelene Jones Crockett Technical High School for Allied Health, Visual Communications and Cosmetology a ouvert ses portes au 571 Mack Avenue à Détroit, MI. En août 1992, le nom est changé en Crockett Technical High School. L'école a ensuite été renommée en l'honneur de Ben Carson.
En 1988, Ethelene Crockett est intronisée au Michigan Women's Hall of Fame.
On continue à se souvenir d'Ethelene Crockett comme d'une figure influente du Détroit d'après-guerre, et il est récemment [quand ?] présenté dans "Black Detroit" de Herb Boyd, une histoire populaire d'autodétermination.